# Conquête romaine de la Rhétie et de l'arc alpin
Pour les articles homonymes, voir Conquête romaine.
Guerres d'Auguste
La conquête romaine de la Rhétie et de l'arc alpin des années 16 à 7 av. J.-C. est le prélude à la grande invasion de la Germanie des années 12 à 9 av. J.-C. L'objectif poursuivi est de porter les frontières nord de l'Empire jusqu'à l'Elbe et au Danube.

## Guerre d'occupation

### Contexte historique
En dépit de l'importance accordée au thème de la paix dans la propagande impériale d'Auguste, son principat est marqué par un effort de guerre plus important que durant le règne de la majorité de ses successeurs. Seuls les empereurs Trajan et Marc Aurèle seront amenés à lutter simultanément sur plusieurs fronts comme Auguste.
Son règne voit de fait l'extension de la quasi-totalité des frontières de l'Empire, de la mer du Nord au rives de la mer Noire, des montagnes de Cantabrie au désert Éthiopien, avec pour visée stratégique l'achèvement de l'établissement de la domination romaine sur l'ensemble du bassin méditerranéen et de l'Europe, avec le glissement des frontières au nord vers le Danube et à l'est vers l'Elbe (à la place du Rhin),,.
Les campagnes d'Auguste sont menées en vue de consolider les acquisitions désorganisées de l'époque républicaine, ce qui passe par l'annexion de nombreux territoires. Tandis que la situation en Orient peut être maintenue en l'état où l'ont laissés Pompée et Marc Antoine, en Occident, une réorganisation territoriale entre le Rhin et la Mer Noire apparaît nécessaire de façon à garantir la stabilité interne et, par la même occasion, des frontières plus défendables.

### Préparation du conflit
Auguste se consacre personnellement en priorité, avec l'aide d'Agrippa, à mener à bien, une bonne fois pour toutes, la soumission des « zones internes » à l'Empire non encore totalement conquises. Il procède en premier lieu à la soumission définitive du nord-ouest de la péninsule ibérique, qui constitue un problème depuis des décennies. Ces territoires ne se voient finalement soumis à la domination romaine qu'après une série d'expéditions difficiles et sanglantes, les Guerres cantabres, qui durent 10 ans (de 29 à 19 av. J.-C.) avec l'engagement de nombreuses légions (jusqu'à 7) et un nombre tout aussi élevé de troupes auxiliaires, au point que la présence en personne d'Octavien sur le théâtre des opérations s'avère nécessaire (entre 26 et 25 av. J.-C.). 
Cette campagne est suivie d'une autre dans les Alpes, dont l'objectif est la sécurisation de la frontière et des routes entre l'Italie et la Gaule : 
26-25 av. J.-C.Ces deux années de campagne sont consacrées à la soumission des populations installées autour du col du Grand-Saint-Bernard, sous l'action conjointe des généraux Aulus Terentius Varro Murena, qui opère du sud contre le peuple des Salasses, et Marcus Vinicius, au nord, en qualité de légat de Gaule chevelue, qui soumet la population du Vallis Poenina (actuel Valais)[réf. nécessaire]. À l'issue des opérations militaires, les 44 000 Salasses survivants sont vendus comme esclaves sur le marché d’Eporedia (Ivrée), alors qu'à l'emplacement de leur forteresse est fondée la colonie d'Augusta Praetoria (Aoste).
23 av. J.-C.La cité de Tridentium (Trente) est fortifiée, contribuant à en faire un bastion militaire pour les futures campagnes du général Drusus, quelques années plus tard (voir ci-dessous en 15 av. J.-C.).

### Forces en présence
Au cours de deux décennies de guerre entre l'Italie du Nord et la Gaule, Auguste est en mesure de déployer une armée composée de nombreuses légions et unités auxiliaires. À un moment ou un autre, les légions suivantes sont impliquées :  
- sur le front de Gaule : légion I Germanica, légion V Alaudae, légion XIV Gemina Martia Victrix, légion XVI Gallica, légion XVII et légion XVIII ;
- sur le front italien/illyrien : légion IX Hispana, légion XIII Gemina, légion XIX, légion XX Valeria Victrix et légion XXI Rapax[6],[7].

### Campagnes militaires

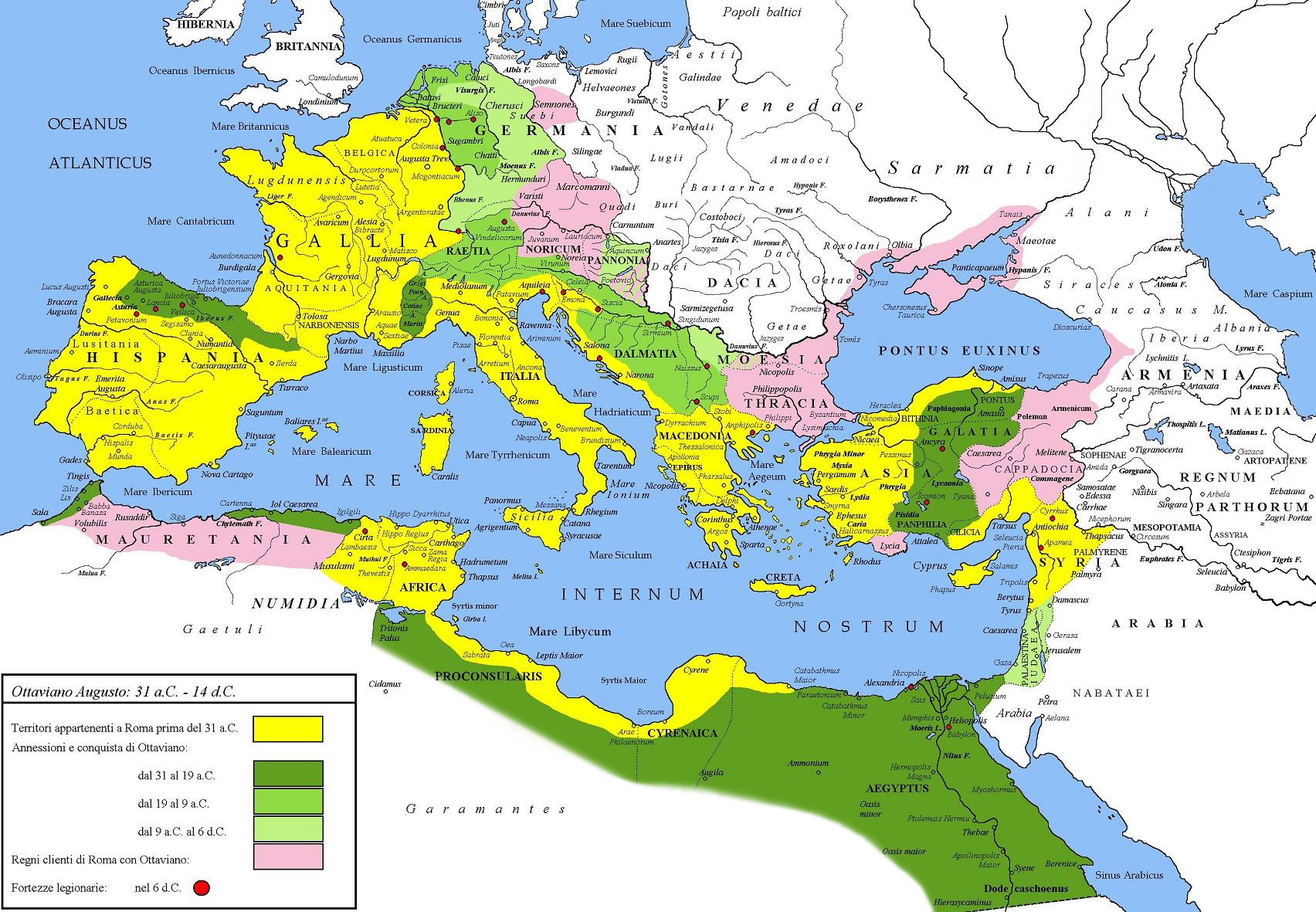
Les conquêtes du principat d'Auguste, parmi lesquelles la Rhétie et la Vindélicie.

16 av. J.-C.Tibère, tout juste nommé préteur, accompagne Auguste en Gaule, où il passe les trois années suivantes, jusqu'en 13 av. J.-C., pour l'assister dans l'organisation et l'administration des provinces gauloises,. Le princeps emmène également son fils dans une campagne punitive au-delà du Rhin contre la tribu des Sicambres et leurs alliés Tenctères et Usipètes, qui pendant l'hiver 17-16 av. J.-C. ont défait le proconsul Marcus Lollius Paulinus, entraînant la destruction partielle de la legio V Alaudae et la perte de ses insignes,,,,. Publius Silius Nerva, gouverneur de l'Illyrie, termine la conquête des Alpes orientales avec l'assujettissement des vallées depuis Côme jusqu'au lac de Garde (y compris les Camunes du Val Camonica), ainsi que les Venostes du val Venosta (dans le Haut-Adige). Profitant de l'absence du Légat d'Auguste propréteur, les Pannoniens et les Noriques envahissent l'Istrie. La réaction du général romain ne se fait pas attendre, avec l'occupation du Norique méridional et l'institution, entre autres, d'une sorte de statut de vassal de la part du royaume de Norique septentrional (peuple des Taurisques).
15 av. J.-C.Tibère et son frère Drusus conduisent des opérations contre les Rhètes, installés entre le Norique et la Gaule, et les Vendéliques,. Drusus a auparavant coupé les Rhètes du territoire italien, où ils ont mené de nombreux raids, mais Auguste a décidé d'envoyer Tibère pour stabiliser définitivement la situation. Les deux commandants, dans une tentative d'encercler l'ennemi en l'attaquant sur deux fronts sans lui laisser de possibilité de fuir, projettent une prise « en tenaille » que leurs lieutenants mettent en œuvre : Tibère attaque depuis l'Helvétie, tandis que son jeune frère divise son armée partie d'Aquileia vers Tridentum en deux parties. Une première colonne traverse les vallées de l'Adige et de l'Isarco (à la confluence desquels ils édifient le Pont de Drusus (Pons Drusi) près de l'actuelle ville de Bolzano), pour atteindre l'Inn ; la seconde parcourt ce qui deviendra sous l'empereur Claude la via Claudia Augusta (édifiée par son père Drusus, traversant la Val Venosta et le col de Resia, pour atteindre elle aussi l'Inn. Tibère, avançant de l'ouest, défait les Vendéliques aux environs de Bâle et du lac de Constance ; c'est à cet endroit que les armées parviennent à se rejoindre et se préparent à envahir la Vindélicie. Drusus a entretemps soumis les peuples des Breunes et des Genauni. Cette action conjointe amène les deux frères aux sources du Danube, où ils obtiennent la victoire finale et définitive sur les Vendéliques. Ces succès permettent à Auguste de soumettre toutes les populations de l'arc alpin jusqu'au Danube, et lui valent d'être acclamé de nouveau Imperator, tandis que Drusus, fils préféré d'Auguste, obtiendra plus tard un triomphe pour cette victoire entre autres. Dans les montagnes des Alpes méridionales, près de l'actuelle La Turbie, l'empereur fait édifier le trophée des Alpes pour commémorer ces conquêtes.
14 av. J.-C.Les Ligures Comati des Alpes Maritimes sont en partie soumis aux praefecti civitatum, l'autre partie étant annexée au royaume de Cottius, fils d'un potentat local nommé, officiellement, préfet par Auguste. À l'issue des opérations, il semble que deux légions furent laissées pour surveiller les territoires conquis de Vindélicie, une à Dangstetten, et une à Augusta Vindelicorum. La province de Rhétie sera constituée plus tard, sous Claude,.

## Conséquences

### Réactions contemporaines

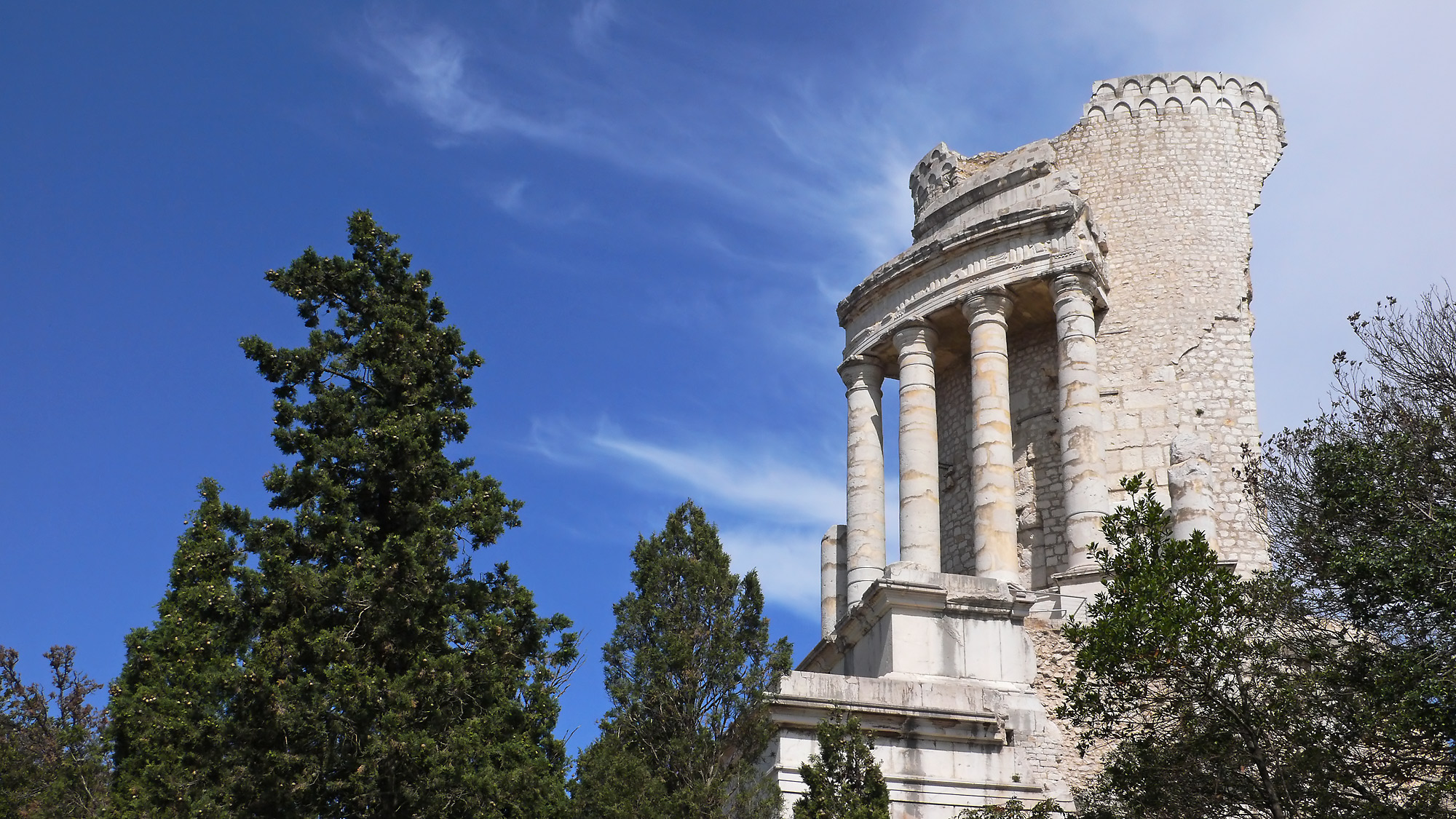
Le trophée des Alpes à La Turbie

Ces succès sont consacrés par le trophée des Alpes, dit "d'Auguste", édifié près de l'actuelle ville de La Turbie en France pour commémorer la pacification des Alpes de l'est à l'ouest et rappeler les noms de toutes les tribus soumises. Ce monument, érigé dans les années 7-6 av. J.-C. en l'honneur de l'empereur Auguste, contenant les noms de 45 peuples alpins d'Italie, de Gaule narbonnaise et de Rhétie : Triumpilins, Camunes, Vennonètes, Vénostes, Isarciens, Breunes, Génaunes, Focunates, les quatre tribus des Vindéliciens (Consuanètes, Rucinates, Licates et Caténates), Ambisuntes, Rugusces, Suanètes, Calucons, Brixentes, Lépontiens, Vibères, Nantuates, Sédunes, Véragres, Salasses, Acitavons, Médulles, Ucènes, Caturiges, Brigians, Sogiontiens, Brodiontiens, Némalones, Édenates, Ésubiens, Veamini, Gallitae, Triulattes, Ectini, Vergunni, Éguitures, Némentures, Oratelles, Néruses, Vélaunes et Suetrii.

### Impact historique
La conquête définitive du secteur stratégique de la Rhétie et de la Vindélicie est fondamentale pour la construction puis la consolidation du Limes rhénan et danubien. Les armées romaines peuvent dans les années qui suivent mener à bien la soumission et l'occupation des territoires de l'Illyrie et de la Germanie, bien que cette dernière soit finalement perdue en l'an 9 après la bataille de Teutobourg. L'objectif final des campagnes d'Auguste en Occident est en fait atteint, mais pour quelques années seulement. Les limites de l'Empire romain sont repoussées au nord et à l'est, du Rhin et des Alpes, vers l'Elbe et le Danube, avec l'espoir de réduire la longueur de frontières continentales à défendre.